# Platylabus cariniscutis
Platylabus cariniscutis är en stekelart som först beskrevs av Cameron 1904.  Platylabus cariniscutis ingår i släktet Platylabus och familjen brokparasitsteklar. Inga underarter finns listade i Catalogue of Life.